# Entoniscus japonicus
Entoniscus japonicus là một loài chân đều trong họ Entoniscidae. Loài này được Shiino miêu tả khoa học năm 1942.